# Mississippi aligátor
A mississippi aligátor vagy más néven csukaorrú aligátor (Alligator mississippiensis) a hüllők (Reptilia) osztályának krokodilok (Crocodilia) rendjébe, ezen belül az aligátorfélék (Alligatoridae) családjába tartozó faj.

## Előfordulása
Széles körben elterjedt az Amerikai Egyesült Államok délkeleti részén, a meleg, vizenyős területeken és mocsarakban, különösen a floridai Everglades Nemzeti Parkban, Georgiában és Alabamában. Manapság már nem veszélyeztetett faj. Az aligátort bőréért tenyésztik, de az 1800-as évek óta széles körben elterjedt a fogyasztása is.

## Megjelenése
A hím akár 4,6 méter hosszú és 453 kilogramm testtömegű is lehet, míg a nőstény körülbelül 3 méter; ennek mintegy fele a farokra esik. Az aligátor színe a sötétszürkétől a majdnem feketéig változhat. Az állat pofája széles, a felső állcsontban ülő fogai az állkapocs fogai közé nyúlnak. Igen izmos farkával hajtja magát a vízben, lábával inkább evez.

### Színváltozatok
Vannak albinó mississippi aligátorok is, de nem fordulnak elő a vadonban, mert ez a szín nem alkalmas a rejtőzködéshez.

## Életmódja
A mississippi aligátor többnyire magányos. A fiatal példányok tápláléka: rovarok, rövidfarkú rákok, ebihalak és békák; a kifejlett példányok tápláléka: halak és kis emlősök. Az aligátor akár 50 évig is élhet.

## Szaporodása
A párzási időszak áprilistól májusig tart. Ebben az időben a hímek morognak és hátuk rezgésével szöktetik a vizet. A nőstény 25-60 tojást rak, egy föld és rothadt növényekből álló, egy méter magas fészekbe. A tojásokból, a kicsi aligátorok 2-3 hónap múlva kelnek ki. Ekkor a kicsik elkezdenek csipogni, hogy az anyjuk menjen segíteni kijönni a fészekből. A tojások száma a nőstény korától függ.

## Rokon fajok
A mississippi aligátor legközelebbi rokona és az Alligator hüllőnem másik faja, a kínai aligátor (Alligator sinensis).

## Az aligátor a gasztronómiában
Az Egyesült Államok déli részén nagy hagyománya van az aligátorhús és aligátortojás fogyasztásának. Ma azonban kizárólag csak aligátorfarmokon tenyésztett állatok húsához lehet legálisan hozzáférni. Az állatok vadonban történő elejtése tilos, csakis speciális engedély mellett tehető meg.
Néhány speciális élelmiszerbolt árul aligátorhúst, de többnyire csak a termelőktől, postai úton vagy kiszállítással lehet beszerezni.
A legkedveltebb részei a farok és a gerinctájéki hús. Bizonyos cégek kizárólag az állat farkából nyert húst dolgozzák fel. Ezenkívül állítanak elő állati eledelt (kutyaeledelt) is aligátorhúsból.
Az aligátorhús fehérjedús, zsír- és koleszterinszegény. Jelentős mennyiségű B vitamint, káliumot és foszfort tartalmaz. Ízre hasonlít a fürj- illetve halhúsra. Elkészítésének módja különböző: népszerű étel az aligátorpörkölt, de pácolják és füstölik is a húsát. Nem ritka a jól átsütött aligátor steak sem. A louisianai kreol konyhán számít a legnépszerűbbnek az aligátor.
Az aligátorhús fogyasztása az 1800-as években terjedt el, eleinte csak Louisianában, majd később több másik déli államban is. A tojását az 1900-as évek óta fogyasztják. Egy időben sokan abból éltek, hogy az aligátor tojásait kiásták a partmenti homokból, majd eladták őket. Ez és a húsáért, valamint nem utolsósorban a bőréért való vadászat miatt az aligátor állománya jelentősen csökkent, ezért ma már csak külön engedéllyel gyűjthető az aligátortojás, ellenkező esetben komoly pénz-, illetve börtönbüntetés járhat érte.

## Képek

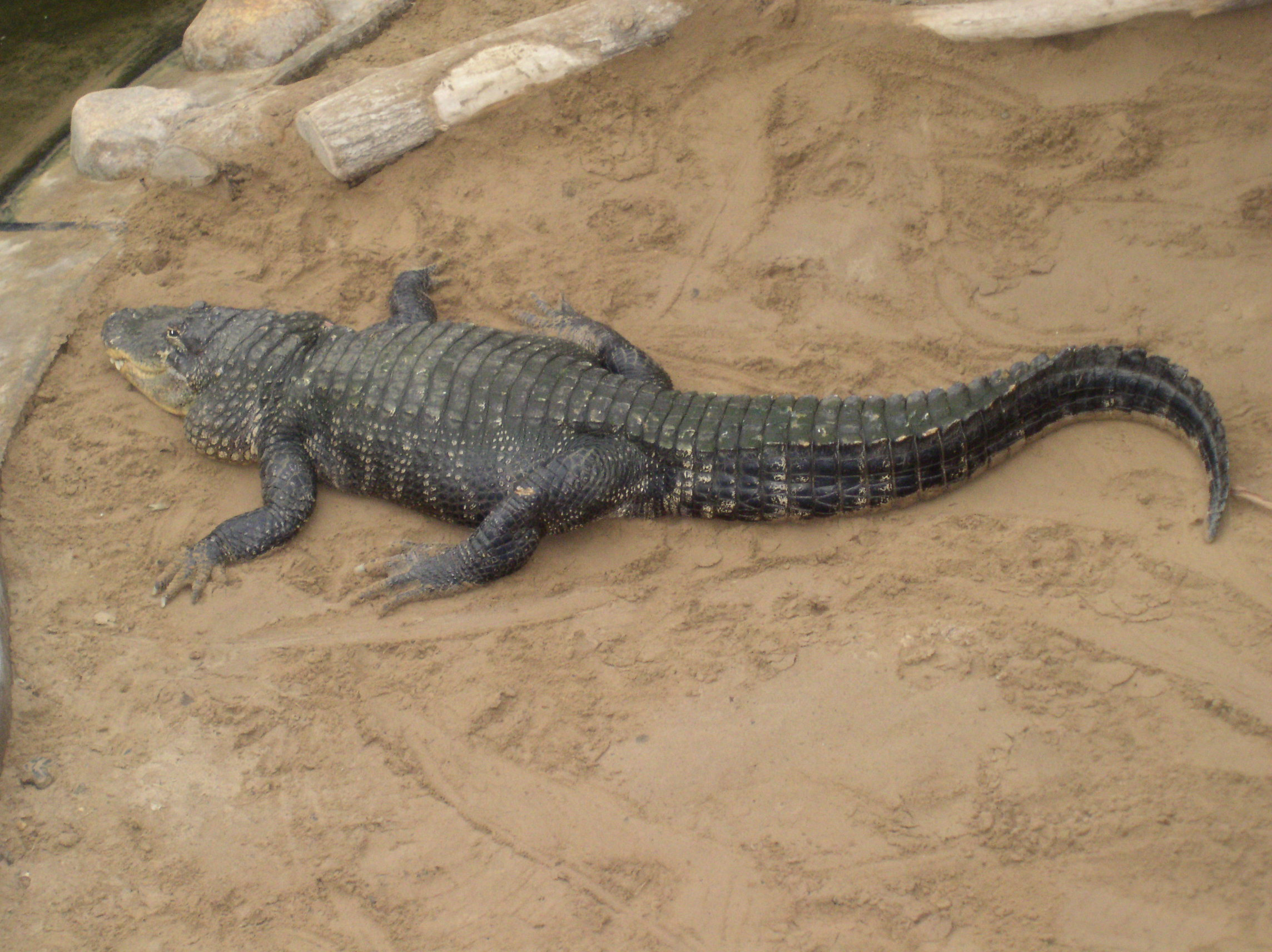
Rendes színű mississippi aligátor a berlini állatkertben ...
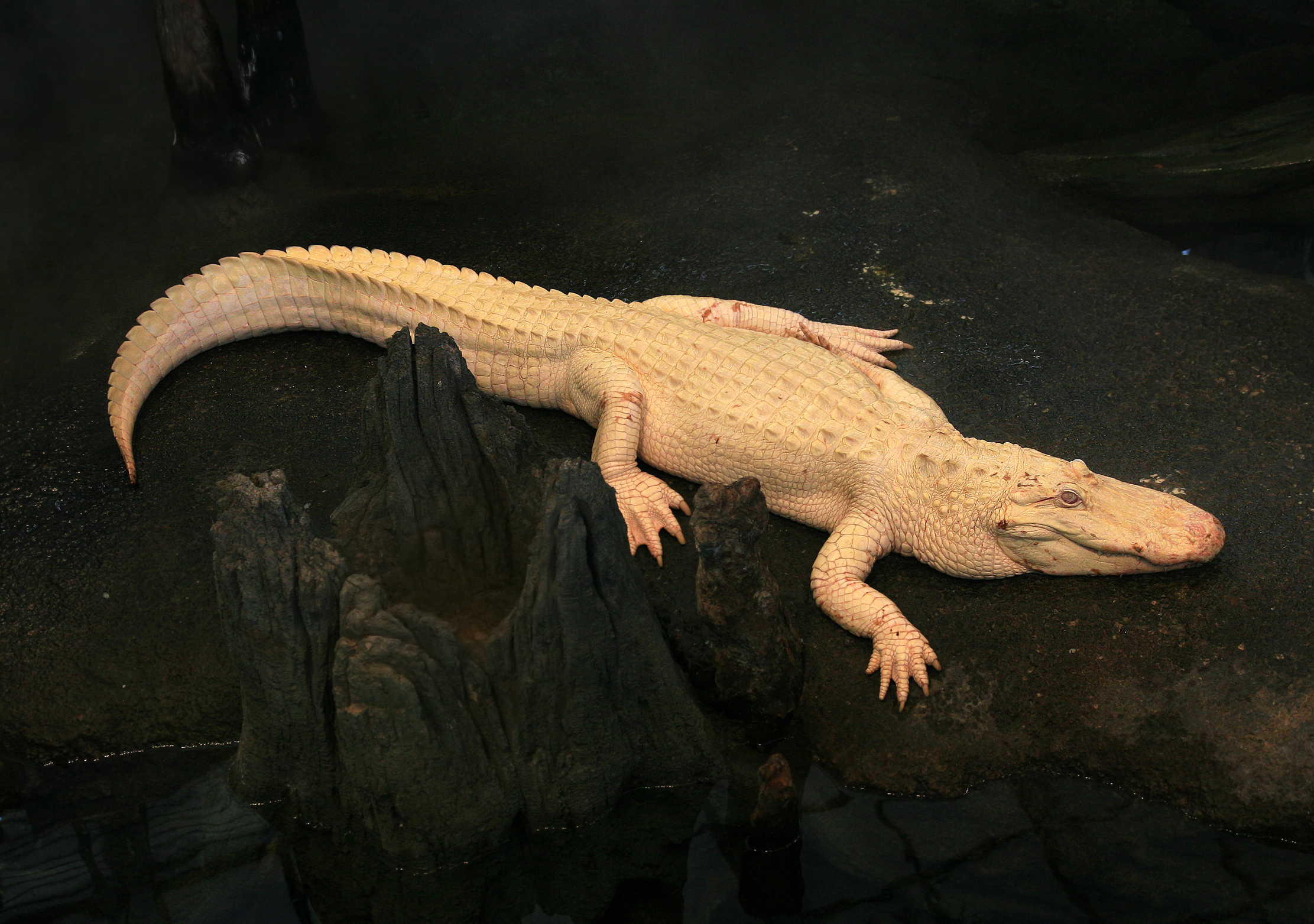
... és albinó példány a Kaliforniai Tudományos Akadémia (California Academy of Sciences) állatkertjében
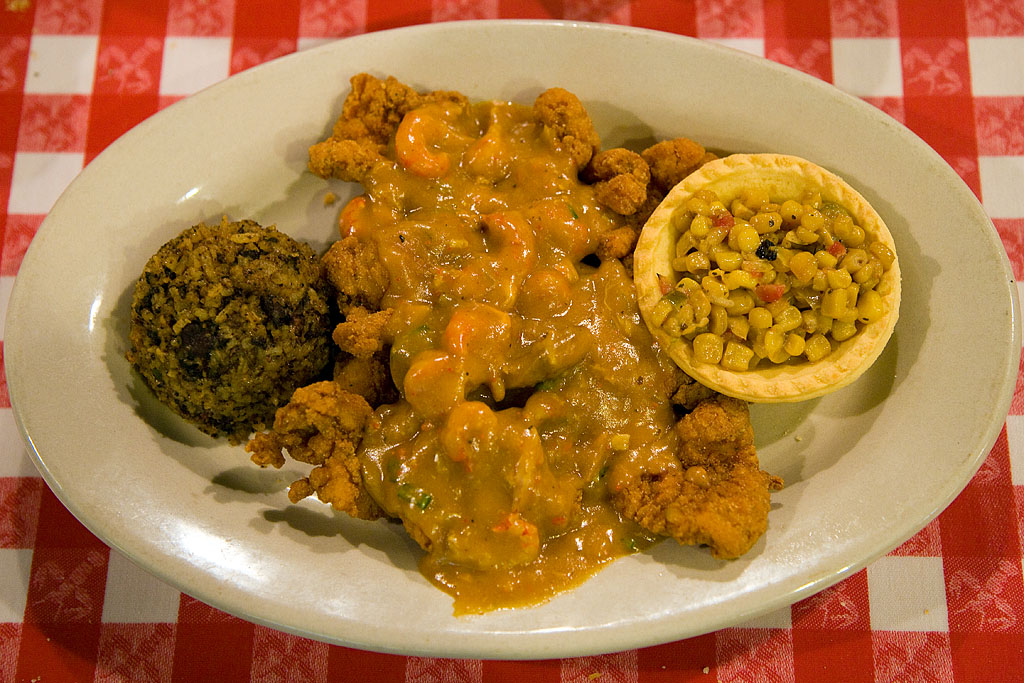
Louisianai rántott aligátor filé